# Elīna Garanča
Elīna Garanča, född 16 september 1976 i Riga, är en lettisk operasångerska (mezzosopran). Hon har studerat vid Lettlands musikaliska akademi i Riga och har sedan slutet av 1990-talet varit verksam på flera internationella operascener, bland annat på operan i Frankfurt och Wien. 
Garančas internationella genombrott kom vid Festspelen i Salzburg 2003 då hon sjöng rollen som Annio i Mozarts Titus mildhet. År 2008 sjöng hon Rosina i Gioacchino Rossinis Barberaren i Sevilla på Metropolitan i New York.
Elīna Garanča har medverkat på flera skivinspelningar. Musikrecensenten Eva Redvall skriver i en recension av Elīna Garančas skiva Bel canto (DG/Universal 2009) att "få lär kunna värja sig mot skönheten i Elina Garancas mezzo och hjärtat i hennes sång"